# Морроу (Джорджія)
Морроу (англ. Morrow) — місто (англ. city) в США, в окрузі Клейтон штату Джорджія. Населення — 6569 осіб (2020).

## Географія
Морроу розташований за координатами 33°34′44″ пн. ш. 84°20′10″ зх. д. / 33.57889° пн. ш. 84.33611° зх. д. (33.578840, -84.336063).  За даними Бюро перепису населення США в 2010 році місто мало площу 8,77 км², з яких 8,74 км² — суходіл та 0,03 км² — водойми.

## Демографія
Згідно з переписом 2010 року, у місті мешкало 6445 осіб у 2204 домогосподарствах у складі 1377 родин. Густота населення становила 735 осіб/км².  Було 2713 помешкання (309/км²).
Расовий склад населення:
| - 45,5 % — чорних або афроамериканців - 25,5 % — азіатів - 22,1 % — білих - 0,3 % — корінних американців - 4,0 % — осіб інших рас |

До двох чи більше рас належало 2,6 %. Частка іспаномовних становила 9,5 % від усіх жителів.
За віковим діапазоном населення розподілялося таким чином: 22,2 % — особи молодші 18 років, 67,8 % — особи у віці 18—64 років, 10,0 % — особи у віці 65 років та старші. Медіана віку мешканця становила 31,1 року. На 100 осіб жіночої статі у місті припадало 87,0 чоловіків;  на 100 жінок у віці від 18 років та старших — 83,8 чоловіків також старших 18 років.
Середній дохід на одне домашнє господарство  становив 51 144 долари США (медіана — 48 230), а середній дохід на одну сім'ю — 56 580 доларів (медіана — 57 687). Медіана доходів становила 29 718 доларів для чоловіків та 26 281 долар для жінок. За межею бідності перебувало 16,2 % осіб, у тому числі 30,1 % дітей у віці до 18 років та 7,0 % осіб у віці 65 років та старших.
Цивільне працевлаштоване населення становило 3281 осіб. Основні галузі зайнятості: виробництво — 18,7 %, роздрібна торгівля — 12,0 %, публічна адміністрація — 11,6 %.